# Mark Hildreth
Mark Hildreth (ur. 22 stycznia 1980 w Vancouver) – kanadyjski aktor filmowy oraz aktor głosowy.

## Filmografia

### Filmy
- 2002: Oni (They) jako Troy
- 2007: Piraci z Karaibów: Na krańcu świata (Pirates of the Caribbean: At World’s End) jako Cryer

### Seriale telewizyjne
- 1990-1991: Nowe przygody He-Mana (The New Adventures of He-Man) jako Caz
- 1995: Nowe przygody Madeline (The New Adventures of Madeline) jako (różne głosy)
- 2001-2003: X-Men: Ewolucja (X-Men: Evolution) jako Angel / Warren Worthington III (głos)
- 2002-2003: Stargate: Infinity (Stargate: Infinity) jako R.J. Harrison (głos)
- 2005: Muszkieterowie - nowe pokolenie (Young Blades) jako Siroc
- 2008: Eureka jako Chuck
- 2009: Nie z tego świata (Supernatural) jako Adam Benson
- 2009: Dynastia Tudorów (The Tudors) jako Reginal Pole
- 2009: Być jak Erica (Being Erica) jako pan Leeds
- 2009-2011: V jako Joshua